# Sabine Bötcher
Sabine Bötcher (* 29. April 1958; † 19. August 2020) war eine deutsche Tischtennisspielerin und -trainerin. Sie wurde 1980 Deutscher Mannschaftsmeister mit Weiß-Rot-Weiß Kleve.

## Werdegang
Sabine Bötcher spielte fast ausschließlich für den Verein Weiß-Rot-Weiß Kleve. Zusammen mit Wiebke Hendriksen, Monika Kneip-Stumpe, Roswitha Schmitz, Jutta Trapp und Hannelore Hubers wurde sie 1980 Deutscher Meister. Lediglich 1984/85 trat sie für die Reinickendorfer Füchse an, mit denen sie am Ende der Saison in die 1. Bundesliga aufstieg. Zwei Medaillen gewann sie bei Nationalen Deutschen Meisterschaften im Doppel mit Monika Kneip-Stumpe: 1983 gelangen sie ins Endspiel, das gegen Anke Schreiber/Susanne Wenzel verloren ging. 1984 wurden sie Dritte.
Von 2007 bis 2016 war Sabine Bötcher Vorsitzende des Vereins Weiß-Rot-Weiß Kleve. 1986 begann sie die Arbeit als Landestrainerin beim Tischtennis-Verband Württemberg-Hohenzollern, 1996 bis 2002 wurde sie vom Tischtennis-Verband Niedersachsen als Landestrainerin verpflichtet. Sie gehörte 1985 zu den Gründungsmitgliedern des Verbandes Deutscher Tischtennis Trainer (VDTT), von 1993 bis 2005 hatte sie das Amt als Präsidentin inne. 2005 wurde sie vom VDTT zum Ehrenmitglied ernannt.
Am 19. August 2020 verstarb Sabine Bötcher infolge einer "heimtückischen Krankheit".